# Procopi Antemi (fill d'Antemi)
Procopi Antemi (en grec: Προκόπιος Άνθέμιος; fl. 469–515) va ser un polític de l'Imperi Romà d'Orient, fill de l'emperador romà d'Occident Antemi (467-472). Després de la mort de l'emperador romà d'Orient Lleó I, Procopi es va posar del costat del seu germà Marcià en l'intent d'enderrocar Zenó. Quan la rebel·lió de Marcià va fracassar, Procopi va fugir a Tràcia i després a Roma, tornant a Constantinoble després de la mort de Zenó i l'ascens al tron d'Anastasi I. Després del seu retorn a Constantinoble, va ser anomenat cònsol el 515.

## Biografia
Procopi era fill d'Antemi i de Màrcia Eufèmia, filla de l'emperador romà d'Orient. Els seus germans eren Antemiol, Marcià i Ròmul; també tenia una germana, Alipia.
Va viure a Constantinoble, a la cort de l'emperador d'Orient Lleó I, mentre el seu pare governava més tard l'Imperi Romà d'Occident (467-472), intentant sense èxit restaurar el poder romà a les províncies occidentals més enllà d'Itàlia i la Gàl·lia. Durant aquest temps, el seu germà Antemiol va morir mentre dirigia un atac contra els visigots (el 471) i la seva germana Alipia es va casar amb Ricimer, el poderós magister militum d'origen bàrbar.
L'any 474, Lleó va morir. No havia deixat fills i només dues filles, la gran Ariadna, nascuda abans que Lleó ascendís al tron i casada amb el general isàuric Zenó, i la jove Lleòncia, nascuda quan Lleó ja era emperador i casada amb el germà de Procopi, Marcià.
El poble de Constantinoble menyspreava els isauris, a qui consideraven bàrbars; a més, l'estatus de Lleòncia com a "porfirogènita" li donava algun tipus de precedència al tron, segons la facció que s'oposava a Zenó. Per aquest motiu, Marcià, l'any 479, va intentar enderrocar Zenó. Amb l'ajuda de Procopi i Ròmul, va reunir a Constantinoble tropes formades tant per ciutadans com per estrangers a la casa d'un tal Cesari, al sud del Fòrum de Teodosi, i des d'allà van marxar alhora cap al palau imperial i cap a la casa d'Il·los, un general isàuric que donava suport a Zenó. L'emperador gairebé va caure en mans dels rebels, que, durant el dia, van aclaparar les tropes imperials, que també van ser atacades pels ciutadans des de les teulades de les seves cases. Durant la nit, però, Il·los va aconseguir traslladar una unitat isàurica allotjada a la propera Calcedònia a Constantinoble i corrompre els soldats de Marcià, fet que van permetre que Zenó fugis. L'endemà al matí, Marcià, entenent que la seva situació era desesperada i que els reforços del general gòtic Teodoric Estrabó no arribarien a temps, es va refugiar a l'església dels Sants Apòstols, però després va ser arrestat amb els seus germans.
Van ser enviats a Cesarea de Capadòcia. Amb l'ajuda d'alguns monjos, van intentar escapar, però Marcià va fracassar, mentre que Procopi va fugir al costat de Teodoric Estrabó a Tràcia, qui es va negar a lliurar-lo a Zenó, i després va marxar cap a Roma.
Més tard, Procopi va tornar a Constantinoble, durant el regnat d'Anastasi I (491-518). L'emperadriu Ariadna va demanar a Anastasi, amb qui s'havia casat després de la mort de Zenó, que nomenés Procopi prefecte del pretori. Anastasi s'hi va negar, dient que el càrrec requeria més coneixements que els que tenia Procopi. No obstant això, Procopi va ser nomenat cònsol el 515.
Procopi podria ser l'Antemi que estava casat amb Herais i pare d'un Zenó promès amb un nebot de l'emperador Zenó; aquest Antemi probablement era un patrici.